# Alloptox
Alloptox es un género extinto de mamíferos lagomorfos de la familia Ochotonidae que vivieron en lo que ahora es Eurasia.

## Especies
Se conocen varias especies de este género, todas extintas:
- Alloptox anatoliensis (Unay & Sen, 1976)
- Alloptox chinghaiensis (Qiu et al., 1981)
- Alloptox gobiensis (Young, 1932)
- Alloptox (Mizuhoptox) japonicus[1] (Tomida, 2012)
- Alloptox katinkae[2] (Angelone & Hír, 2012)